# Бергфрид
Бергфрид или бургфрид (нем. Bergfried) — элемент немецкой средневековой замковой архитектуры в виде хорошо укреплённой четырёхугольной, круглой или иногда многоугольной башенной постройки, подобной французскому донжону. Для своего владельца бергфрид нередко выполнял функции главной или сторожевой башни замка.
В оборонительном аспекте бергфрид использовался как платформа для размещения стрелков и метательных машин, поэтому очень часто его возводили на той стороне замка, где противник имел наиболее удобный доступ к крепостным стенам. Высота бергфрида, как правило, составляла от 18 до 30 метров, доступ с первого или второго этажа на последующие осуществлялся по приставным лестницам, подобно внутреннему устройству ветряных мельниц. Спиральная лестница вверх, как в донжонах, обычно отсутствовала, окна были редки, так как эта башня не предназначалась для проживания. Стоимость её возведения нередко составляла до половины затрат на сооружение всех остальных замковых построек.
Этимология слова «бергфрид» (нем. Bergfried) остаётся предметом научных дискуссий. По одной из версий это слово изначально могло обозначать колокольню на кладбище или подвижную осадную башню, которую использовали во время штурмовых действий.